# Ji Xinjie
Ji Xinjie (en chino: 季新杰; Yantai, 27 de octubre de 1997) es un deportista chino que compite en natación, especialista en el estilo libre.
Ganó tres medallas en el Campeonato Mundial de Natación, en los años 2024 y 2025, y una medalla de bronce en el Campeonato Mundial de Natación en Piscina Corta de 2018.
Participó en dos Juegos Olímpicos de Verano, ocupando el cuarto lugar en París 2024, en las pruebas de 4 × 100 m libre y 4 × 200 m libre.

## Palmarés internacional
| Campeonato Mundial                  | Campeonato Mundial  | Campeonato Mundial | Campeonato Mundial |
| Año                                 | Lugar               | Medalla            | Prueba             |
| ----------------------------------- | ------------------- | ------------------ | ------------------ |
| 2024                                | Doha (Catar)        | Medalla de oro     | 4 × 100 m libre    |
| 2024                                | Doha (Catar)        | Medalla de oro     | 4 × 200 m libre    |
| 2025                                | Singapur (Singapur) | Medalla de plata   | 4 × 200 m libre    |
| Campeonato Mundial en Piscina Corta |                     |                    |                    |
| Año                                 | Lugar               | Medalla            | Prueba             |
| 2018                                | Hangzhou (China)    | Medalla de bronce  | 4 × 200 m libre    |